# 위조품
2013년에 가장 큰 피해를 입은 나라들
2013년 위조품의 출처
위조품(僞造品, 영어: counterfeit consumer goods, counterfeit and fraudulent, suspect items, CFSI), 모조품(模造品), 가품(假品)은 속일 목적으로 진짜처럼 보이게 한 물품이다. 속칭 짝퉁으로도 불리며, 합법적으로 제작된 위조품과 위법으로 제작된 위조품이 있다. 타사의 인기 상품의 외관이나 상표 등을 유사하게 하며, 특히 브랜드의 상표를 유사하게 한 경우에는 가짜 브랜드 상품이다.
OECD에 따르면, 위조품은 제품의 외관을 모방해 소비자가 진품이라고 착각하게 하는 제품이라고 정의한다. 저작권, 재산권, 상표권이 제대로 공인되지 않은 제품 생산, 유통을 위조라고 한다. 위조범은 소비자를 기만하기 위해 불법적으로 상표를 위조한다. 그리고 모조품이라고도 정의하고 있지만, 보통 텔레비전 드라마나 영화 등에서 나오는 물건들도 대다수가 위조품으로 취급한다.

## 같이 보기
- 산자이
- 해적판